# Szárnyasruha-repülés
A szárnyasruha-repülés, vagy másik nevén a siklóruhás repülés (angolul wingsuit flying vagy wingsuiting) egy sport. A siklóruhás repülés során a sportoló szárnyasruhát viselve ugrik le egy magaslatról, és szárnyai kormányzásával, az öltöny megfelelő alakját és nagy vízszintes felületét használva, jelentős vízszintes távolságot tesz meg, mielőtt földet ér.

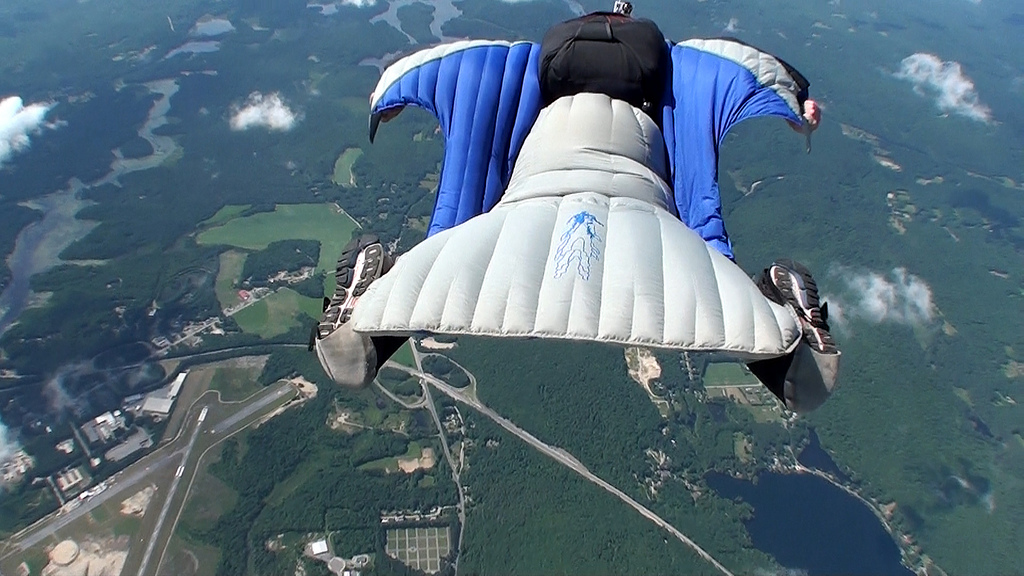
Egy ember siklóruhás repülés közben

Az első modern szárnyasruhát, ami könnyű textilanyagból áll, az 1990-es évek végén fejlesztették ki. Ez a ruha úgy van megtervezve, hogy könnyű, de ugyanakkor erős anyagot feszíthet ki a sportoló kiterjesztett lábai és karjai között, ami nagy felületével az emberi alak keresztmetszetéhez mérten nagy felhajtó erővel rendelkezik. Az angol „wingsuit” név helyett eredetileg a „birdsuit”, vagyis madáröltöny elnevezést is használták, de könyvekben és filmekben több más elnevezéssel is illették, úgy mint „birdman suit” (madáremberöltöny) „flying squirrel suit” (repülőmókus-öltöny) vagy „batsuit” (denevéröltöny), és ezen nevek alatt árusították.
Mint minden ejtőernyős sportág, ez is az ejtőernyő kibontásával ér véget, így bárhonnan lehet ugrani, ami elegendő magasságot biztosít a repüléshez és az ejtőernyő kibontásához - repülőgépről vagy egy fix pontról, például hegycsúcsról (ez a bázisugrás).
2015 februárjában jelentették, hogy sikeres volt az első szabályozott, ejtőernyő nélküli leszállás.

## Magyar irodalomban használt kifejezések
- siklóruhás repülés
- szárnyasruha
- szárnyas repülőruha
- madáremberruha